# NGC 830
NGC 830 ist eine Elliptische Galaxie vom Hubble-Typ E/S0 im Sternbild Walfisch südlich des Himmelsäquators. Sie ist schätzungsweise 173 Millionen Lichtjahre von der Milchstraße entfernt und hat einen Durchmesser von etwa 70.000 Lichtjahren.
Im selben Himmelsareal befinden sich u. a. die Galaxien NGC 829, NGC 842, IC 206, IC 209.
Das Objekt wurde von dem deutsch-dänischen Astronomen Heinrich d’Arrest am 23. September 1865 mithilfe eines 28-cm-Teleskops entdeckt.